# Tostones

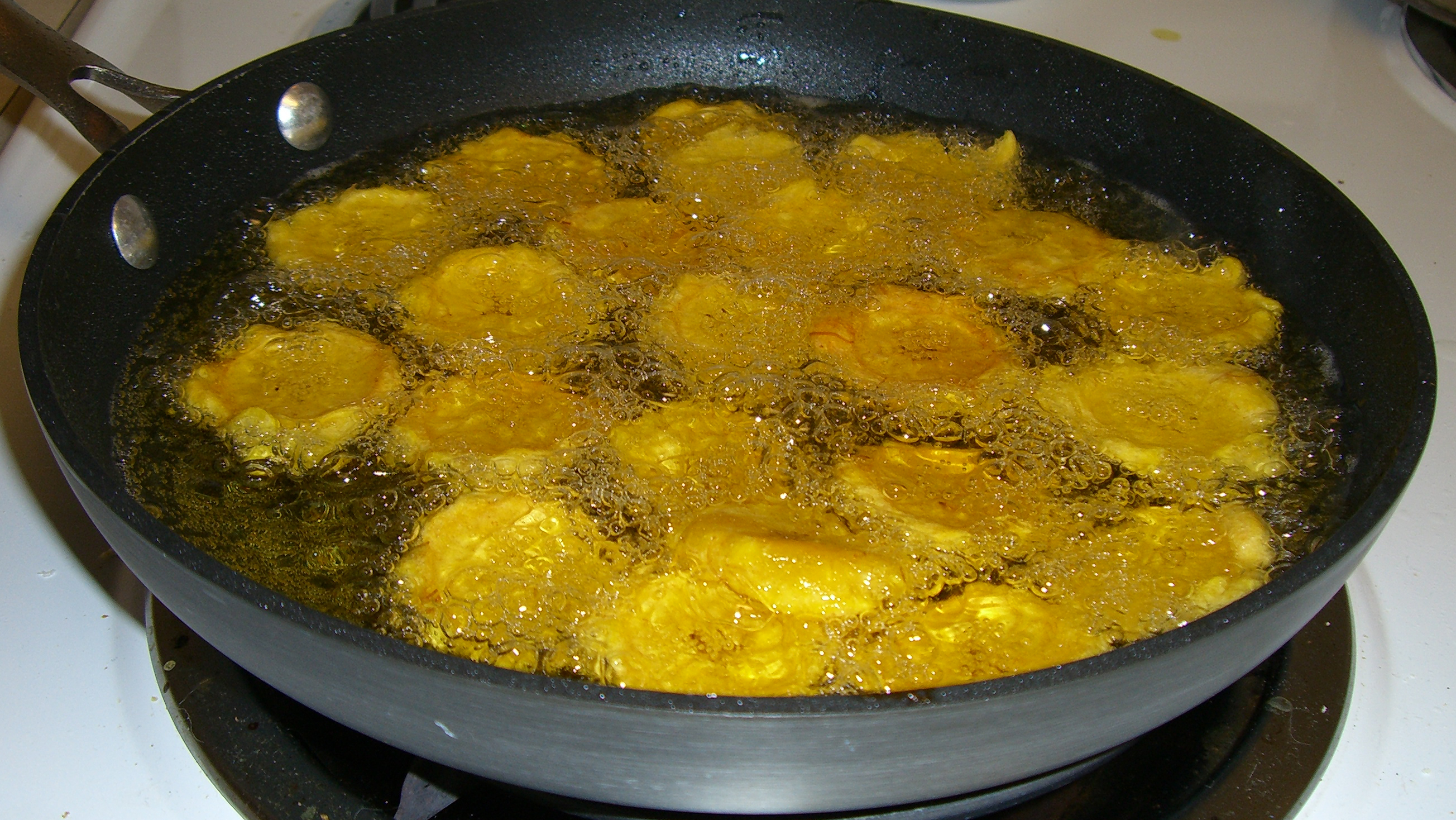
Tostones under tillagning

Tostones (från det spanska ordet tostar som betyder att rosta), även kallad patacones, är en hors-d'œuvre i latinamerikanska länder.  Rätten görs på gröna, omogna kokbananer som skivas antingen på längden eller på bredden och som friteras två gånger.

## Namn
Rätten kallas tostones på Kuba, i Nicaragua, Dominikanska Republiken, Puerto Rico och Honduras norra kust. I Ecuador, Peru, Venezuela, Colombia, Panama och Costa Rica kallas samma rätt patacones. På Haiti kallas tostones banan peze och serveras ofta med den traditionella haitiska rätten griot, friterat fläskkött, eller pikliz, en inlagd stark pepparblandning.

## Tillagning
Kokbananskivorna friteras i en till två minuter på var sida tills de får en gyllene färg. Därefter tas de bort från värmen och överskottsolja slås bort och bananerna plattas till med ett verktyg som kallas tostonera. Kokbananerna friteras sedan igen tills de är krispiga och gyllenbruna.
Tostones saltas och äts på ungefär samma sätt som potatischips eller pommes frites. I några områden är det vanligt att doppa dem i mojosås. I några länder serveras de toppade med ost som en förrätt. De kan också köpas färdiggjorda i mataffärer. Maten finns nästan överallt i hela det karibiska köket. Rätten är en stapelvara i många central- och sydamerikanska länder, men finns även i vissa länder i Västafrika där de helt enkelt kallas för kokbananschips. Brödfrukter kan också göras till tostones. Tillagningen fungerar ungefär på samma sätt, förutom att det yttre lagret på brödfrukten skärs av varpå innehållet skivas inåt i bitar, runt 2,5 centimeter tjocka.

## Andra användningar för ordet
På Honduras betyder ordet tostón även femtiocentsmyntet i den lokala valutan, lempiran.